# Statistiche correlate alla seconda guerra mondiale
La seconda guerra mondiale coinvolse 61 stati di cui 51 contro le potenze dell'Asse.

## Vittime del conflitto in Europa
Il conto delle vittime ebree tratto dagli studi più recenti si attesta tra i 5.600.000 ed i 6.200.000, calcolato incrociando i dati tratti da documenti delle SS relative alla Soluzione Finale, dati anagrafici precedenti la seconda guerra mondiale e quelli successivi il conflitto. L'incertezza tra le due cifre è dovuta alla scarsa documentazione reperibile riguardo agli Ebrei che vivevano nei territori dell'Unione Sovietica
| Stato            | Civili     | Militari   | Ebrei     |
| ---------------- | ---------- | ---------- | --------- |
| Stati Uniti      | 8.000      | 170.000    | 0         |
| Gran Bretagna    | 60.000     | 330.000    | 0         |
| Francia          | 270.000    | 250.000    | 90.000    |
| Belgio           | 50.000     | 10.000     | 40.000    |
| Paesi Bassi      | 100.000    | 10.000     | 90.000    |
| Danimarca        | n/d        | n/d        | 1.500     |
| Lussemburgo      | n/d        | n/d        | 3.000     |
| Norvegia         | n/d        | 10.000     | 1.500     |
| Germania         | 3.640.000  | 3.250.000  | 170.000   |
| Italia           | 138.000    | 319.000    | 15.000    |
| Austria          | 40.000     | 230.000    | 40.000    |
| Cecoslovacchia   | 70.000     | 20.000     | 260.000   |
| Ungheria         | 80.000     | 120.000    | 200.000   |
| Jugoslavia       | 1.300.000  | 300.000    | 55.000    |
| Grecia           | 80.000     | 20.000     | 60.000    |
| Bulgaria         | n/d        | 10.000     | 7.000     |
| Romania          | 40.000     | 200.000    | 425.000   |
| Polonia          | 2.500.000  | 120.000    | 2.800.000 |
| Finlandia        | n/d        | 90.000     | n/d       |
| Lituania         | 170.000    | *          | *         |
| Lettonia         | 120.000    | *          | *         |
| Estonia          | 140.000    | *          | *         |
| Unione Sovietica | 16.900.000 | 8.600.000  | 1.720.000 |
| Totale           | 25.706.000 | 14.059.000 | 5.978.000 |

* i valori di Lituania, Lettonia ed Estonia sono inclusi nel valore riportato per l'Unione Sovietica.

## Costi umani complessivi del conflitto
| Uomini mobilitati per attività belliche | 110.000.000 |
| Feriti civili                           | 32.000.000  |
| Feriti militari                         | 24.000.000  |
| Vittime civili e militari in Europa     | 39.778.000  |
| Vittime civili e militari nel Pacifico  | 15.010.000  |
| Numero totale vittime                   | 54 Milioni  |